# Турия (Болгария)
Турия (болг. Турия) — село в Болгарии. Находится в Старозагорской области, входит в общину Павел-Баня. Население составляет 424 человека.

## Политическая ситуация
В местном кметстве Турия, в состав которого входит Турия, должность кмета (старосты) исполняет Невена  Милева Соколова (Национальное движение «Симеон Второй» (НДСВ)) по результатам выборов правления кметства.
Кмет (мэр) общины Павел-Баня — Станимир Христов Радевски (инициативный комитет) по результатам выборов в правление общины.